# Gran Premi d'Espanya de motociclisme de 1990
El Gran Premi d'Espanya de motociclisme de 1990 fou la tercera cursa de la temporada 1990 de motociclisme. La cursa es disputà al Circuit de Jerez (Jerez de la Frontera, Espanya) el dia 6 de maig de 1990.

## 500 cc
| Pos | Pilot                | Moto   | Temps/Retirat | Punts |
| --- | -------------------- | ------ | ------------- | ----- |
| 1   | Wayne Gardner        | Honda  | 52:58.021     | 20    |
| 2   | Wayne Rainey         | Yamaha | +7.307        | 17    |
| 3   | Kevin Schwantz       | Suzuki | +22.088       | 15    |
| 4   | Mick Doohan          | Honda  | +28.729       | 13    |
| 5   | Pierfrancesco Chili  | Honda  | +40.920       | 11    |
| 6   | Sito Pons            | Honda  | +1:07.157     | 10    |
| 7   | Christian Sarron     | Yamaha | +1:12.205     | 9     |
| 8   | Niall Mackenzie      | Suzuki | +1:13.260     | 8     |
| 9   | Joan Garriga         | Yamaha | +1:25.360     | 7     |
| 10  | Jean Philippe Ruggia | Yamaha | +1:34.395     | 6     |
| 11  | Eddie Laycock        | Honda  | +1 volta      | 5     |
| 12  | Nicholas Schmassman  | Honda  | +2 voltes     | 4     |
| 13  | Cees Doorakkers      | Honda  | +2 voltes     | 3     |
| 14  | Andreas Leuthe       | Honda  | +2 voltes     | 2     |
| 15  | Hansjoerg Butz       | Honda  | +3 voltes     | 1     |
| Ret | Vittorio Scatola     | Paton  | Retirat       |       |
| Ret | Alex Barros          | Cagiva | Retirat       |       |
| Ret | Randy Mamola         | Cagiva | Retirat       |       |
| Ret | Ron Haslam           | Cagiva | Retirat       |       |